# Campeonato Norte-Coreano de Patinação Artística no Gelo
O Campeonato Norte-Coreano de Patinação Artística no Gelo é uma competição nacional anual de patinação artística no gelo da Coreia do Norte. Os patinadores competem em quatro eventos, individual masculino, individual feminino, duplas e dança no gelo, e em três níveis, sênior, júnior e novice. 
A competição determina os campeões nacionais e os representantes da Coreia do Norte em competições internacionais como Campeonato Mundial, Campeonato Mundial Júnior, Campeonato dos Quatro Continentes e os Jogos Olímpicos de Inverno.

## Edições
| Ano (Edição) | Cidade sede          | Sênior               | Sênior               | Sênior               | Sênior               | Ref                  |
| Ano (Edição) | Cidade sede          | M                    | F                    | P                    | D                    | Ref                  |
| ------------ | -------------------- | -------------------- | -------------------- | -------------------- | -------------------- | -------------------- |
| 2001         |                      | •                    | •                    | •                    | •                    | [ 1 ]                |
| 2002         |                      | •                    | •                    | •                    | •                    | [ 2 ]                |
| 2003         |                      | •                    | •                    | •                    | •                    | [ 3 ]                |
| 2004         |                      | •                    | •                    | •                    | •                    | [ 4 ]                |
| 2005         |                      | •                    | •                    | •                    | •                    | [ 5 ]                |
| 2006         |                      | •                    | •                    | •                    | •                    | [ 6 ]                |
| 2007         |                      | •                    | •                    | •                    | •                    | [ 7 ]                |
| 2008         |                      | •                    | •                    | •                    | •                    | [ 8 ]                |
| 2009         |                      | •                    | •                    | •                    | •                    | [ 9 ]                |
| 2010         |                      | •                    | •                    | •                    | •                    | [ 10 ]               |
| 2011         | Não houve competição | Não houve competição | Não houve competição | Não houve competição | Não houve competição | Não houve competição |
| 2012         |                      | •                    | •                    | •                    | •                    | [ 11 ]               |
| 2013         |                      | •                    | •                    | •                    | •                    | [ 12 ]               |
| 2014         |                      | •                    | •                    | •                    | •                    | [ 13 ]               |
| 2015         |                      | •                    | •                    | •                    | •                    | [ 14 ]               |
| 2016         |                      | •                    | •                    | •                    | •                    | [ 15 ]               |

## Lista de medalhistas

### Individual masculino
| Evento          | Ouro                 | Prata                | Bronze               |
| 2001 (detalhes) | Han Jong In          | Yun Kwang Chol       | Han Jong Chol        |
| 2002 (detalhes) | Kim Jung Il          | ?                    | ?                    |
| 2003 (detalhes) | Ri Song Chol         | Han Jong In          | Kim Jin Song         |
| 2004 (detalhes) | Han Jong In          | Ri Song Chol         | Kim Jin Song         |
| 2005 (detalhes) | Han Jong In          | Ri Song Chol         | Yun Kwang Chol       |
| 2006 (detalhes) | Han Jong In          | Ri Song Chol         | Yun Kwang Chol       |
| 2007 (detalhes) | Ri Song Chol         | Jang Ju Hyok         | Kang Myong Chon      |
| 2008 (detalhes) | Ri Song Chol         | Kim Jin Song         | Jang Ju Hyok         |
| 2009 (detalhes) | Ri Song Chol         | Kim Jin Song         | Jang Ju Hyok         |
| 2010 (detalhes) | Ri Song Chol         | Jang Ju Hyok         | Kim Jin Song         |
| 2011            | Não houve competição | Não houve competição | Não houve competição |
| 2012 (detalhes) | Jang Ju Hyok         | Han Yong Min         | Choe Hyon            |
| 2013 (detalhes) | Choe Hyon            | Han Yong Min         | Jang Ju Hyok         |
| 2014 (detalhes) | Choe Hyon            | Han Yong Min         | Yun Jin Il           |
| 2015 (detalhes) | Han Yong Min         | Choe Hyon            | Yun Jin Il           |
| 2016 (detalhes) | Han Yong Min         | Choe Hyon            | Chol Han Kum         |

### Individual feminino
| Evento          | Ouro                 | Prata                | Bronze               |
| 2001 (detalhes) | Kim Yong Suk         | Ri Su Hyang          | Kim Un Ha            |
| 2002 (detalhes) | Kim Yong Suk         | ?                    | ?                    |
| 2003 (detalhes) | Kim Yong Suk         | Ri Su Hyang          | Rim Hye Hyang        |
| 2004 (detalhes) | Kim Yong Suk         | Kim Un Ha            | Choe Su Jung         |
| 2005 (detalhes) | Kim Yong Suk         | Kim Un Ha            | Choe Su Jung         |
| 2006 (detalhes) | Kim Yong Suk         | Kim Un Ha            | Choe Su Jung         |
| 2007 (detalhes) | Kim Yong Suk         | Kim Un Ha            | Rim Hye Yang         |
| 2008 (detalhes) | Kim Un Ha            | Rim Hye Yang         | Phyo Yong Myong      |
| 2009 (detalhes) | Kim Un Ha            | Rim Hye Yang         | Phyo Yong Myong      |
| 2010 (detalhes) | Kim Un Ha            | Rim Hye Yang         | Ri Ji Hyang          |
| 2011            | Não houve competição | Não houve competição | Não houve competição |
| 2012 (detalhes) | Ri Ji Hyang          | Ri Mok Ran           | Phyo Yong Myong      |
| 2013 (detalhes) | Ri Ji Hyang          | Phyo Yong Myong      | Ri Mok Ran           |
| 2014 (detalhes) | Ri Ji Hyang          | Ri Mok Ran           | Phyo Yong Myong      |
| 2015 (detalhes) | Ro Hyang Mi          | Kim Un Hyang         | Ri Mok Ran           |
| 2016 (detalhes) | Ro Hyang Mi          | Kim Un Hyang         | Choe Hyang Rim       |

### Duplas
| Evento          | Ouro                         | Prata                        | Bronze                       |
| 2001 (detalhes) | An Yong Hui Rim Tae Jun      | Kim Kyong Sun Kim Su Il      | Ri Kyong Im Choi Chang Won   |
| 2002 (detalhes) | ?                            | ?                            | ?                            |
| 2003 (detalhes) | Kim Kyong Sun Kim Su Il      | Ri Kyong Im Choi Chang Won   | Sung Mi Hyang Jong Yong Hyok |
| 2004 (detalhes) | Paek Mi Hyang Jong Yong Hyok | Kim Kyong Sun Kim Su Il      | Choe Ryon Sin Kwang Mun      |
| 2005 (detalhes) | Choe Ryon Sin Kwang Mun      | Jong Hyang Mi Thae Won Hyok  | Kim Pu Yo Rim Hong Chol      |
| 2006 (detalhes) | Choe Ryon Sin Kwang Mun      | Sung Mi Hyang Jong Yong Hyok | Jong Hyang Mi Thae Won Hyok  |
| 2007 (detalhes) | Sung Mi Hyang Jong Yong Hyok | Choe Ryon Sin Kwang Mun      | Ri Ji Hyang Thae Won Hyok    |
| 2008 (detalhes) | Sung Mi Hyang Jong Yong Hyok | Ri Ji Hyang Thae Won Hyok    | Choe Hyon Sin Kwang Mun      |
| 2009 (detalhes) | Sung Mi Hyang Jong Yong Hyok | Ri Ji Hyang Thae Won Hyok    | Kang Ye bok O Chang Jin      |
| 2010 (detalhes) | Sung Mi Hyang Jong Yong Hyok | Ri Ji Hyang Thae Won Hyok    | Kang Kyong Mi Kim Mun Song   |
| 2011            | Não houve competição         | Não houve competição         | Não houve competição         |
| 2012 (detalhes) | Ri Ji Hyang Thae Won Hyok    | Kang Kyong Mi Kim Mun Song   | Ryom Tae Ok O Chang Gon      |
| 2013 (detalhes) | Ryom Tae Ok O Chang Gon      | Pak So Hyang Song Nam I      | Kang Kyong Mi Kim Ju Sik     |
| 2014 (detalhes) | Pak So Hyang Song Nam I      | Pak Kyong A Ryang Ho Il      | Ryom Tae Ok Kim Mun Song     |
| 2015 (detalhes) | Pak So Hyang Song Nam I      | Pak Kyong A Ryang Ho Il      | Kim Chong Choe Kwang Jin     |
| 2016 (detalhes) | Pak So Hyang Song Nam I      | Kim Chong Choe Kwang Jin     | Pak Kyong A Ryang Ho Il      |

### Dança no gelo
| Evento          | Ouro                      | Prata                     | Bronze                      |
| 2001 (detalhes) | Ryu Sun Ae Kim Yong Ho    | Rim Hyang Ok Ri Chang Won | Paek Un Byol Ri Pyong Nam   |
| 2002 (detalhes) | ?                         | ?                         | ?                           |
| 2003 (detalhes) | Ryu Sun Ae Kim Yong Ho    | Paek Un Byol Ri Pyong Nam | Ri Pun Hui Ri Song Min      |
| 2004 (detalhes) | Paek Un Byol Ri Pyong Nam | Kim Su Mi Choe Kwang Jun  | Ryu Ran Hui Pak Kwang Myong |
| 2005 (detalhes) | Paek Un Byol Ri Pyong Nam | So Hyang Mi Kim Chol      | nenhum outro competidor     |
| 2006 (detalhes) | Kim Un Byol Ri Pyong Nam  | So Hyang Mi Kim Chol      | Ri Pun Hui Ri Song Min      |
| 2007 (detalhes) | Kim Un Byol Ri Pyong Nam  | Ri Pun Hui Ri Song Min    | Kong Yon Ok Ryu Jin         |
| 2008 (detalhes) | Ri Pun Hui Ri Song Min    | Kim Un Byol Ri Phyong Nam | Jong Sol Mi Kim Chol        |
| 2009 (detalhes) | Paek Un Byol Ri Song Min  | Jong Sol Mi Choe Min      | Jong Hyang Mi Kim Song Gang |
| 2010 (detalhes) | Paek Un Byol Ri Song Min  | Jong Sol Mi Kim Chol      | Hong Ye Gyong Choe Min      |
| 2011            | Não houve competição      | Não houve competição      | Não houve competição        |
| 2012 (detalhes) | Jong Sol Mi Kim Chol      | Hong Ye Gyong Choe Min    | Kim Yu Gyong O Hwang Il     |
| 2013 (detalhes) | Jong Sol Mi Kim Chol      | Hong Ye Gyong Choe Min    | Kim Yu Gyong O Hwang Il     |
| 2014 (detalhes) | Jong Sol Mi Kim Chol      | Hong Ye Gyong Choe Min    | Kim Yu Gyong O Hwang Il     |
| 2015 (detalhes) | Hong Ye Gyong Choe Min    | Jong Sol Mi Kim Chol      | Hwang Il Hae Kim Song Gwang |
| 2016 (detalhes) | Hong Ye Gyong Choe Min    | Kim Yu Gyong O Hang Il    | Jon Son Yong Ri Hyo Song    |